# Haplorhini

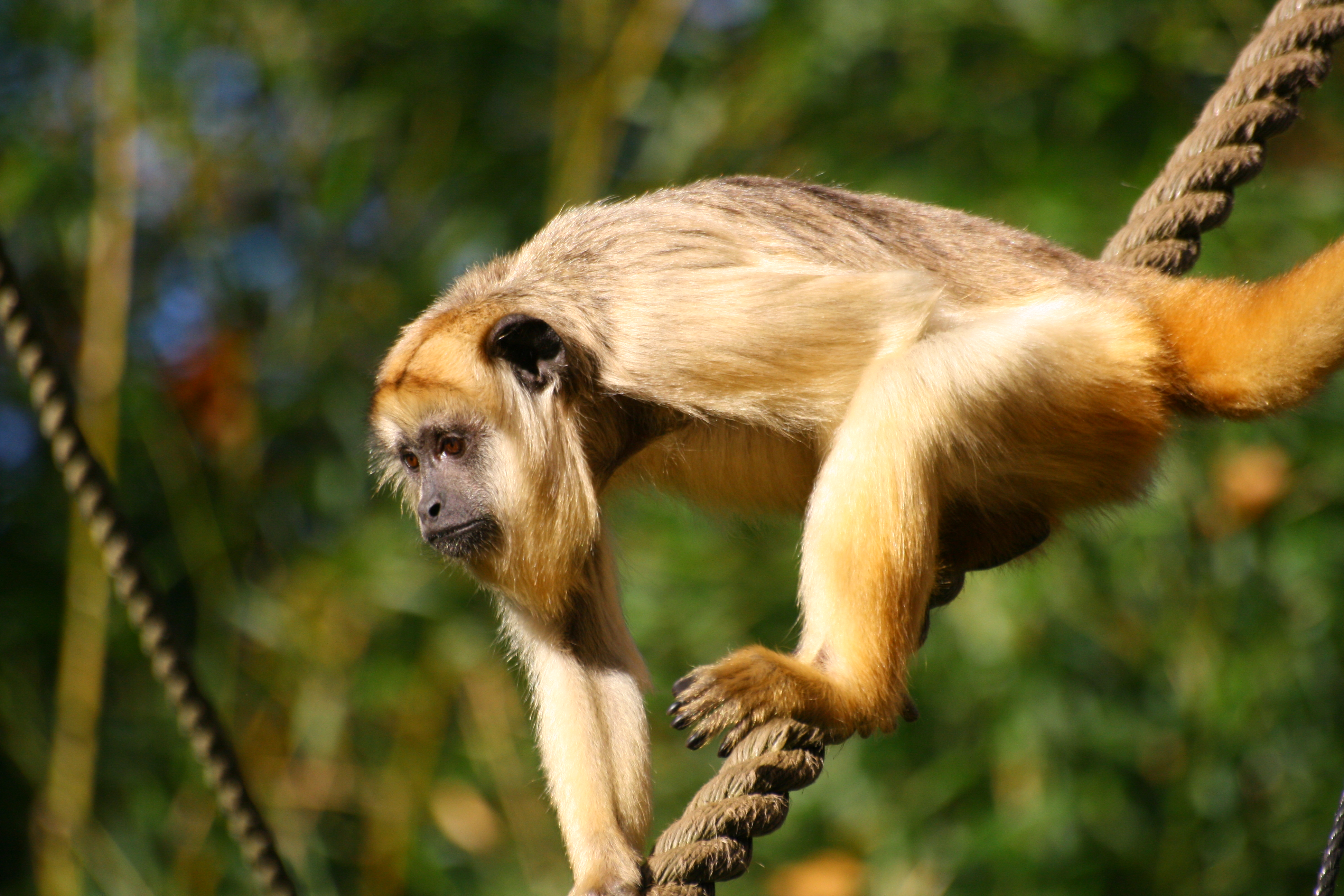
Vřešťan mono (Alouatta villosa)

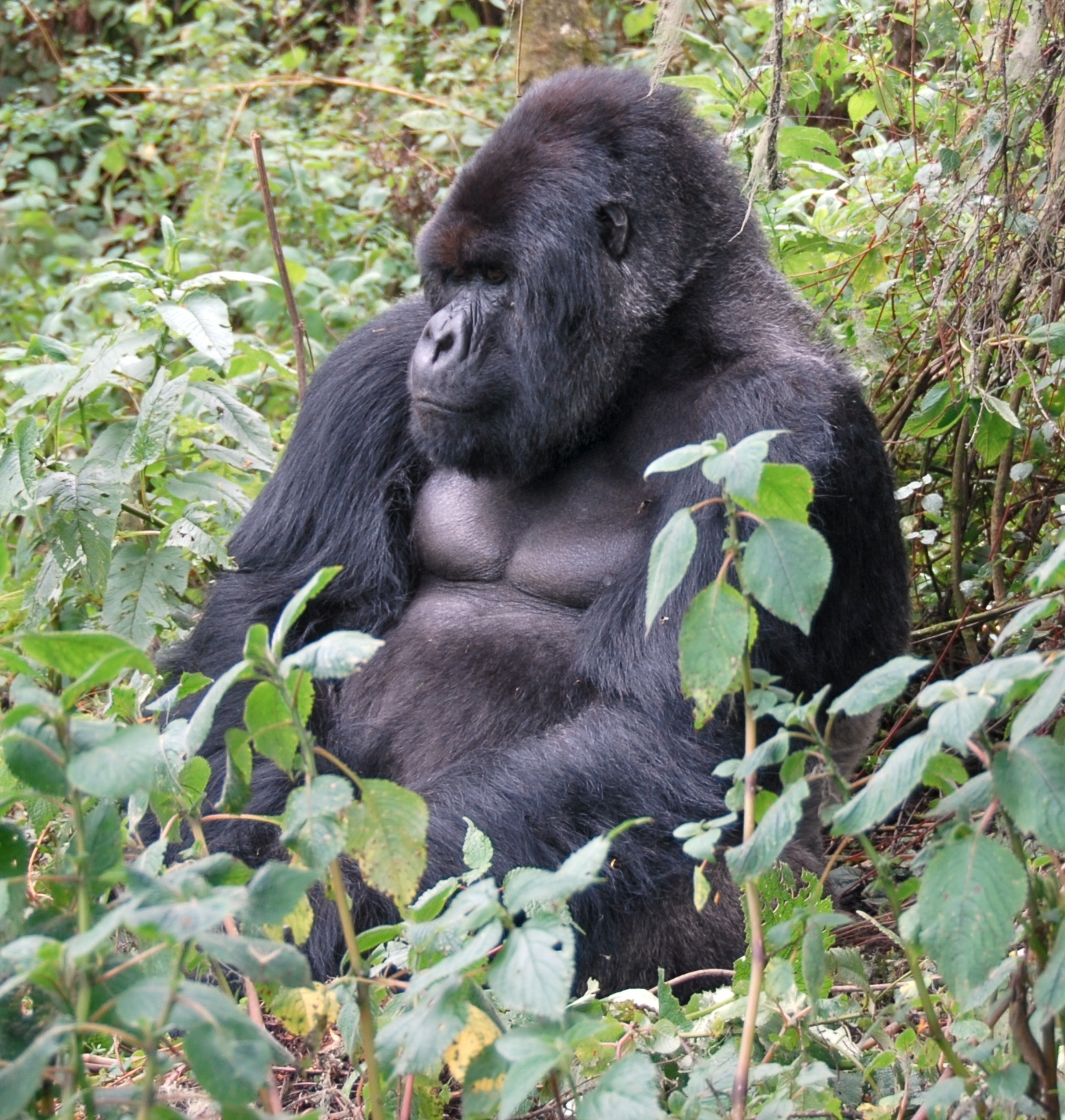
Gorila horská (Gorilla beringei beringei)

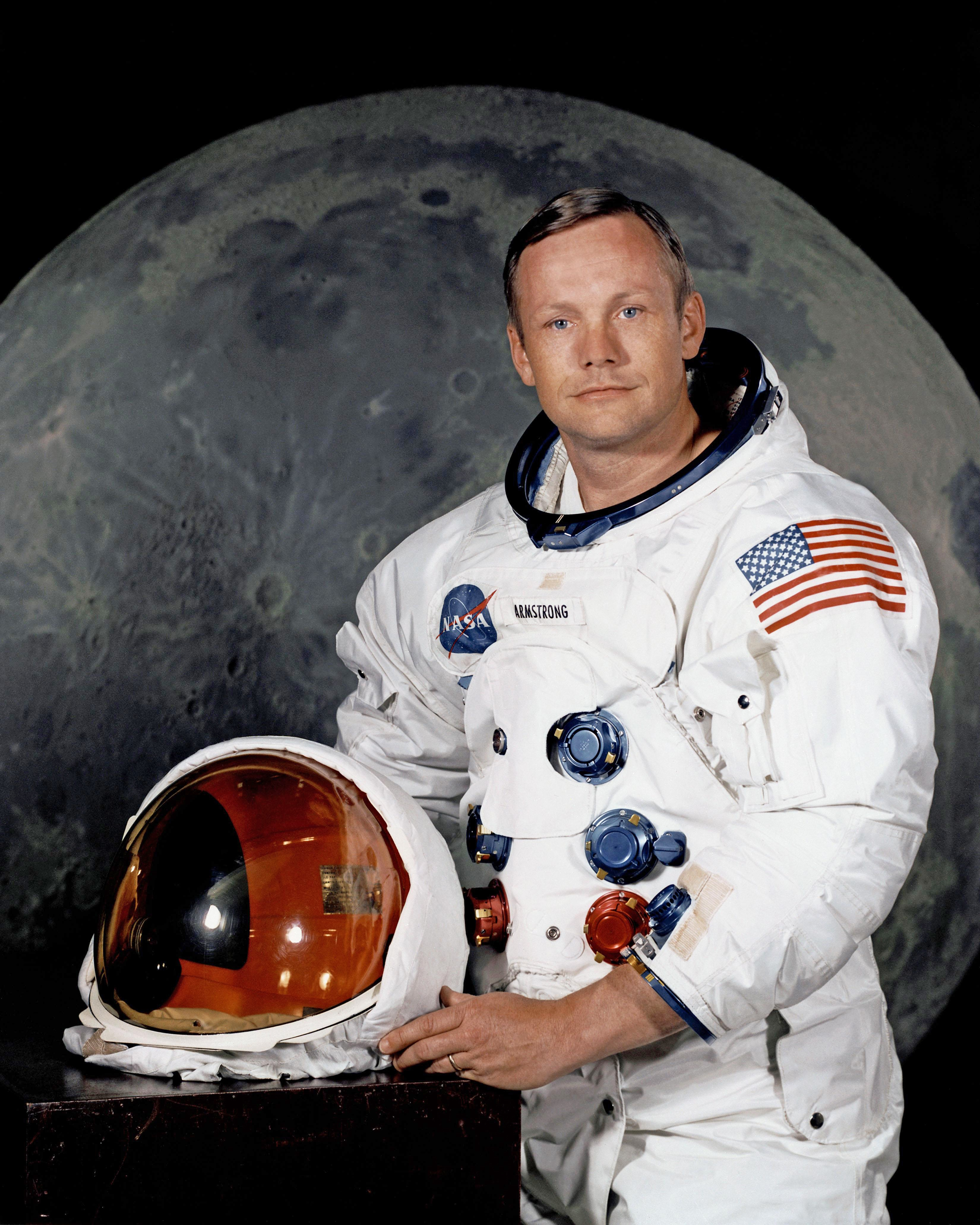
Člověk (Homo), astronaut Neil Armstrong

Haplorhini (český název pro tuto skupinu neexistuje, občas je možné se setkat s termínem haplorhinní primáti) je jeden ze dvou podřádů primátů. Pojmenování podřádu znamená „suchý nos“, což je také jeden z charakteristických rysů odlišující haplorhinní primáty od druhého podřádu, poloopic (Strepsirrhini). Mezi haplorhinní primáty patří i lidé.

## Rozšíření
Převážná většina rodů tohoto podřádu žije v tropických a subtropických oblastech Nového i Starého světa. Pouze rod Homo trvale obývá, s výjimkou Antarktidy, skoro celou pevninskou část zeměkoule. Téměř všichni příslušníci podřádu vyšší primáti patří do infrařádu opice Simiiformes, druhý infrařád nártouni Tarsiiformes byl vytvořen speciálně pro jediný rod nártoun žijící na Filipínách.

## Historie
Doklady o evoluci haplorhinních primátů můžeme rozdělit na přímé – fosilizované zbytky těl, nepřímé – vzniknou studiem současných populací a teoretické – získané analýzou paleontologického i neontologického materiálu.
Současné fosilní nálezy prokazují, že haplorhinní primáti nevznikli až v raném oligocénu před 30 mil. let, ale podstatně dřív než se doposud předpokládalo. Nově se jejich zrod posouvá dále do historie o 10 mil. let, do raného až středního eocénu. Podle početných asijských a skromných afrických nálezů existují dvě teorie o místě vzniku. Buď se vyvinuli v Asii a zatím nevysvětlitelně migrovali do Afriky, nebo vznikli v Africe a paralelně i v Asii. Nejstarší fosilní nálezy, pokládané za archaické haplorhinní primáty, pocházejí z Asie a jsou to např. rody Eosomias a Bahinia ze středního eocénu (před 40 mil. let). Africké nálezy, např. rody Catopithecus, Serapia a Proteopithecus, jsou mladší, pocházejí ze svrchního eocénu (před 35 mil. let). Jednou z nově diskutovaných možností je, že haplorhinní primáti se vyvinuli z rodů řazených do podřádu Adapiformes např. Altiatlasius pocházejícího z pozdního paleocénu (asi před 60 mil. let).
Z vědeckých bádání vyplývá, a v tom se většina vědců shoduje, že předstupněm haplorhinních primátu nebyly poloopice, ale že oba podřády se vyvíjely souběžně ze stejných archaických prapředků.

## Popis
Haplorhinní primáti jsou skupina primátů, kteří došli ve fyzickém vývoji i v sociální chování dále než poloopice. Jsou také v průměru větší i těžší, jsou u nich zřetelnější rozdíly mezi oběma pohlavími, samice jsou menší a bývají i méně výrazně zbarvené. Mají v porovnání s poloopicemi větší mozkovou část lebky (neurocranium), která vytváří pevný obal pro mozek a některé smyslové orgány. Zmenšila se obličejová část (splanchnocranium) a následně čichový aparát: Důležitost čichu poklesla ve prospěch zraku. Zmenšily se jim očnice, oči se posunují vpřed a jejich osy se stávají rovnoběžné, tím získávaly stereoskopické plastické vidění, vidí trojbarevně. Ztratili schopnost vyrábět v organismu vitamín C.
Nemají již horní ret připojen k dásni, tím je více pohyblivý: To umožňuje měnit výraz obličeje, mohou vyjadřovat radost i zlobu a pomocí mimiky se dorozumívat. Na prstech mají nehty, které jsou u některých druhů zpětně přeměny do podoby drápů. Samice mají jeden pár mléčných bradavek. U některých se vyvinul chápavý ocas s hmatovou plochou, kterým si pomáhají jako pátou končetinou (chápanovití), jiným ocas již naopak úplně chybí (gibonovití, hominidé). Kočkodanovití a gibonovití mají sedací mozoly.

## Životní projevy
Až na čeleď hominidů a paviány jsou haplorhinní primáti stromoví živočichové žijící v široce zapojených pralesích, sestupující na zem jen zřídka. Naopak paviáni, obývající spíše okraje lesů a savany, prožívají téměř polovinu života na zemi, kde si většinou hledají potravu. Jsou to jak vyloženi vegetariáni (guerezy), tak všežravci. Nejen lidé, ale i šimpanzi loví příležitostně jiné druhy menších opic.
Téměř všechny rody, mimo člověka, se pohybují po stromech i po zemi po čtyřech končetinách, mnozí výtečně skáčou. Výjimkou jsou gibonovití, ti při pohybu ve větvích stromů používají brachiaci (mají přizpůsobené přední končetiny) a po zemi se na krátké vzdálenosti přesunují polovzpřímeně jen po zadních. Tato lokomoce je chůzí po kotnících místo po chodidlech. Až na některé výjimky (mirikinovití a nártounovití) jsou to denní živočichové.
Sociální struktura u haplorhinních primátu je různorodá, jsou většinou polygamní, žijí buď ve vícesamcových skupinách vedených primárním samcem nebo ve skupinách s jedním samcem a více samicemi (hulmani). Bývají také monogamní, žijí v rodinných párech a s nedospělými mláďaty (gibonovití, lidé). U žádného druhu nežijí dospělí samci nebo samice samotářsky. V porovnání s poloopicemi rodí většinou po jednom mláděti která jsou větší, ale méně vyvinuta a potřebují mnohem delší dobu než dosáhnou dospělosti, mají nepoměrně delší dobu života. U mnoha druhů pomáhají pečovat o potomky i příbuzní, nezletilí potomci nebo starší bezdětné samice. Srovnávací studie chování však mohou primáty podcenit.
Pro některé druhy je důležitá teritorialita, u jiných žije na stejném území více skupin, u některých se členové skupin mezi sebou průběžně mísí. Mezi haplorhinními primáty je hodně rozvinutá hlasová komunikace. Mimo hominidů jsou nejdále kočkodani, kteří se dokáží navzájem upozorňovat na různé druhy nebezpečí a tuto svou dovednost učí své potomky. Samozřejmostí je komunikace formou doteků nebo pachů (např. samice v říji) i neverbální vyjadřování podřazeností, náklonností a hrozeb.

## Taxonomie
Primáti jsou v klasickém pojetí řazeni na poloopice (Prosimii) a vyšší primáty (Anthropoidea). U převládajícího kladistického pojetí systému se primáti dělí na podřády Strepsirhini a Haplorhini, přičemž podřád Haplorhini zahrnuje Anthropoidea+Tarsiiformes. Haplorhini jsou rozdělení do dvou infrařádů. Příslušnost nártounů do podřádů Haplorhini však není jednoznačná. Protože nártouni se pravděpodobně vyvíjeli souběžně s poloopicemi i vyššími primáty, uvažuje se o zřízení třetího podřádu pro nártouny.
- Úplné členění podřádu haplorhinních primátů:[5][6]

 podřád Haplorhini
- infrařád nártouni (Tarsiiformes)
  - čeleď nártounovití (Tarsiidae)
- infrařád opice (Simiiformes)
  - skupina ploskonosí (Platyrrhini)
    - čeleď malpovití (Cebidae)
    - čeleď chápanovití (Atelidae)
    - čeleď kosmanovití (Callitrichidae)
    - čeleď mirikinovití (Aotidae)
    - čeleď chvostanovití (Pitheciidae)

  - skupina úzkonosí (Catarrhini)
    - nadčeleď kočkodani (Cercopithecoidea)
      - čeleď kočkodanovití (Cercopithecidae)

    - nadčeleď hominoidi (Hominoidea)
      - čeleď gibonovití (Hylobatidae)
      - čeleď hominidé (Hominidae)

Poznámka: Někdy je pro zařazení ploskonosých a úzkonosých používán taxon parvorder nebo falanx, zde je použito české taxonomicky nespecifické pojmenování skupina.